# Christian Röver
Christian Röver (* um 1966) ist ein deutscher Jazzmusiker (Gitarre, auch Bass, Komposition), der vor allem als Hochschullehrer gewirkt hat.

## Wirken
Röver studierte ab Mitte der 1980er Jahre am Berklee College of Music, wo er mit summa cum laude abschloss.
Zurück in Europa gehörte er zum Quintett von Jaromír Honzák, mit dem er das mit einem Anděl ausgezeichnete Album Present Past einspielte. Im Quartett mit Rhoda Scott entstand beim Jazzfestival in Eisenach ein Live-Album. Weiterhin arbeitete er mit Pee Wee Ellis, Houston Person, George Garzone, John Zorn, Matt Garrison, Jim Black, John Stowell, Skúli Sverrisson, Jean-Batiste und Gildas Boclé, Emil Mangelsdorff, Wolfgang Engstfeld, Peter Weiss, Gregory Isaacs, Alberto Marsico und dem Yumikonian Orchestra (gleichnamiges Album 1990). 2002 präsentierte er auf dem Bachfest Leipzig eine eigene Bearbeitung der Goldberg-Variationen für drei E-Gitarren. Mit dem Far East Far Out Orchestra leitete er eine Big Band mit deutschen und japanischen Musikern.
Röver war zunächst Dozent am Berklee College of Music; bis 2002 wirkte er als Gastprofessor für Jazzgitarre an der Hochschule für Musik und darstellende Kunst Graz, später als Professor an den Musikhochschulen Leipzig und Weimar. Gastvorlesungen hielt er an der Sibelius-Akademie, den Musikhochschulen Zürich und Basel und Workshops in Polen, Tschechien und Israel. Weiterhin ist er als Autor für die Zeitschrift Gitarre & Bass tätig.

## Diskographische Hinweise
- Christian Rover & Skuli Sverrisson: Yours Roughly (1988)
- Bret’s Frets: Side Steppin’ (Fun Records 2002, mit Philipp van Endert, Markus Segschneider, Thomas Wallisch, Bret Willmott, David Wiesner, Johan Svensson bzw. Kurt Billker)
- Christian Rover & Katharina Thorhauer Guitar & Voice (2005)
- Christian Röver, Rhoda Scott, Stanley Blume, Alexander Bätzel: Live in Concert! (Organic Music 2006)
- Christian Röver, Rätus Flisch, Enzo Zirilli: Lupus in Fabula (HMTZ Records 2006)
- Wintersongs (2007)